# Mogravadi
Mogravadi é uma vila no distrito de Valsad, no estado indiano de Gujarat.

## Demografia
Segundo o censo de 2001, Mogravadi tinha uma população de 17 520 habitantes. Os indivíduos do sexo masculino constituem 53% da população e os do sexo feminino 47%. Mogravadi tem uma taxa de literacia de 78%, superior à média nacional de 59,5%: a literacia no sexo masculino é de 83% e no sexo feminino é de 71%. Em Mogravadi, 12% da população está abaixo dos 6 anos de idade.